# Tratado de Kalat
El Tratado de Kalat (en urdu: قلات کے معاہدے) fue un acuerdo de 1875 entre el Raj británico y las tribus baluchíes limítrofes con la región del Punyab, en el actual Pakistán.
Negociado por el encargado de negocios británico, Robert Groves Sandeman, el tratado reconcilió a las tribus beligerantes de la región con su kan y reconoció el gobierno directo británico sobre el Kanato de Kalat.
El tratado posterior fue firmado por el kan y el gobernador general de la India, Lord Robert Bulwer-Lytton, en 1876 en Yacobabad, en la actual Sind, Pakistán.